# Torymus multicolor
Torymus multicolor är en stekelart som först beskrevs av Huber 1927.  Torymus multicolor ingår i släktet Torymus och familjen gallglanssteklar. Inga underarter finns listade i Catalogue of Life.